# Паккрет
Паккрет (тай. ปากเกร็ด) — ампхе в провінції Нонтхабурі в центральному Таїланді. Частина Великого Бангкока. Населення 201399 (2004).

## Географія
Місто перетинає річка Чаупхрая.

## Пам'ятки
- Острів Ко Крет
- Mueang Thong Thani, Стадіон, побудований до XIII Азійських ігор 1998 року[2].